# 晋中专区
晋中专区，山西省已撤消的专区。
1958年由榆次专区改置。在今山西省中部。辖榆次市及太谷、介休、平遥、和顺、汾阳、临县、离石等县。专员公署驻榆次市（今晋中市榆次区）。1960年增设盂县、昔阳、榆社、寿阳、文水、交城、中阳、左权等八县。1961年恢复平定、灵石、祁县、孝义等四县。1963年撤榆次市设榆次县。1967年改置晋中地区。